# Ueli Haldimann
Ulrich «Ueli» Haldimann (* 17. August 1953) ist ein Schweizer Journalist und ehemaliger Direktor des Schweizer Fernsehens.

## Leben
Ulrich Haldimann studierte Geschichte und Publizistik. Er arbeitete von 1977 bis 1985 als freier Journalist. 1985 wurde er Redaktor der Sendung «Kassensturz» beim Schweizer Fernsehen (damals TV DRS), 1990 stellvertretender Redaktionsleiter von «10vor10» und 1993 für ein Jahr Redaktionsleiter. 1994 wechselte er als Chefredaktor zur SonntagsZeitung, die er 1997 wegen Verteidigung einer leicht verfälscht wiedergegebenen Interviewaussage Christoph Blochers verlassen musste. Von 1998 bis 1999 war er Newskoordinator beim Schweizer Fernsehen, danach Chefredaktor der Pendlerzeitung Metropol, welche allerdings vom Konkurrenz-Gratisblatt 20 Minuten rasch vom Markt verdrängt wurde.
Darauf war Haldimann von 2002 bis 2009 Chefredaktor des Schweizer Fernsehens und Leiter der Abteilung Information. 2004 wurde er zusätzlich Stellvertreter der Fernseh-Direktorin Ingrid Deltenre, als diese 2010 die Leitung der European Broadcasting Union (EBU) übernahm, wurde Haldimann Übergangsdirektor.
Haldimann war Mitautor des Buches Die unheimlichen Patrioten (1979), welches aus linker Perspektive einen umfassenden Überblick rechter und rechtsradikaler Bewegungen und Personen in der Schweiz gab. Das Nachschlagwerk wurde breit diskutiert, oft zitiert und führte auch zu rechtlichen Auseinandersetzungen.

## Bücher
- Der verkaufte Leser. Presse unter Inserentendruck. Lenos Verlag, Basel 1981, ISBN 3-85787-077-X.
- mit Urs P. Gasche, Hans Räz, Pierre Freimüller: Kassensturz. Die Macher packen aus. Zürich 1989, ISBN 978-3-85932-012-3.
- mit Jürg Frischknecht, Peter Haffner, Peter Niggli: Die unheimlichen Patrioten. Politische Reaktion in der Schweiz. Ein aktuelles Handbuch. Limmat Verlag, Zürich 1979, ISBN 3-85791-018-6.
- mit Jürg Frischknecht, Peter Haffner, Peter Niggli: Die unheimlichen Patrioten. Politische Reaktion in der Schweiz, ein aktuelles Handbuch mit Nachtrag 1979-84. Limmat Verlag, Zürich 1984, ISBN 3-85791-077-1.
- Arosa – Hermann Hesse, Thomas Mann und andere in Arosa. Text und Bilder aus zwei Jahrhunderten. AS Verlag, Zürich 2001, ISBN 978-3-905111-67-5.
- mit Georg Jäger, Tibert Keller: Erlebnis Chur-Arosa-Bahn: Streifzug durch das Schanfigg. 100 Jahre Chur-Arosa-Bahn 1914–2014. AS Verlag, Zürich 2014, ISBN 978-3-906055-25-1.